# Herb Taganrogu

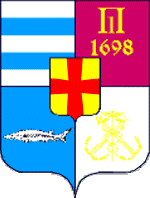
Herb Taganrogu

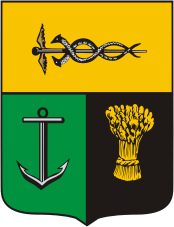
Herb Taganrogu z 1811 roku

Herb Taganrogu przedstawia w tarczy herbowe dzielonej w krzyż na cztery pola z tarczą sercową umieszczoną centralnie:
- w polu pierwszym barwy srebrnej dwa błękitne pasy
- w polu drugim barwy purpurowej monogram П. (litera cyrylicy odpowiadająca łacińskiej P), w który wpisano rzymską cyfrę I, poniżej rok: 1698. Wszystkie figury barwy srebrnej.
- w polu trzecim barwy błękitnej srebrny jesiotr w pas
- w polu czwartym barwy srebrnej kaduceusz czarny ze złotymi skrzydłami na tle dwóch skrzyżowanych kotwic barwy złotej
- tarcza sercowa o złotym polu w którym krzyż czerwony

Symbolika nawiązuje do założenia miasta na polecenie Piotra I w 1698 roku a także miejscowego portu i rybołówstwa.
Obecnie obowiązujący wzór herbu ustanowiono uchwałą Rady Miejskiej 25 października 2007. Poprzedni wzór o identycznej symbolice i figurach, różniący się detalami rysunku i barwami, ustanowiono w 1994 roku, a ponownie zmodyfikowano w 2002.
Najstarszy znany wzór herbu Taganrogu, ustanowiono w 1811 roku przedstawia w tarczy trójpolowej (dzielona w pas o dolnym polu dzielonym w słup) w polu górnym barwy złotej srebrny kaduceusz w pas, w polu dolnym prawym barwy zielonej srebrną kotwicę w słup, w polu dolnym lewym barwy czarnej złoty snop zboża.